# Досталь, Йосеф (гребец)
Йо́зеф До́стал (чеш. Josef Dostál; 3 марта 1993, Прага) — чешский гребец-байдарочник, олимпийский чемпион 2024 года, серебряный (2016) и трёхкратный бронзовый призёр Олимпийских игр (2012, 2016 и 2020), пятикратный чемпион мира, четырёхкратный чемпион Европы, победитель многих регат национального и международного значения. Выступает за сборную Чехии начиная с 2012 года

## Биография
Йозеф Достал родился 3 марта 1993 года в Праге. Активно заниматься греблей начал с раннего детства, проходил подготовку в столичном спортивном клубе «Дукла». Является многократным чемпионом мира и Европы среди юниоров и в категории до 23 лет.
Первого серьёзного успеха на взрослом международном уровне добился в 2012 году, когда попал в основной состав чешской национальной сборной и побывал на чемпионате Европы в хорватском Загребе, откуда привёз награду серебряного достоинства, выигранную в зачёте одиночных байдарок на дистанции 500 метров. Благодаря череде удачных выступлений удостоился права защищать честь страны на летних Олимпийских играх в Лондоне — в составе четырёхместного экипажа, куда также вошли гребцы Даниэль Гавел, Ян Штерба и Лукаш Трефил, на тысяче метрах занял третье место и завоевал тем самым бронзовую олимпийскую медаль (в финале его обошли только экипажи из Австралии и Венгрии).
После лондонской Олимпиады Достал остался в основном составе гребной команды Чехии и продолжил принимать участие в крупнейших международных регатах. Так, в 2013 году он отправился представлять страну на чемпионате Европы в португальском городе Монтемор-у-Велью, где одержал победу в четвёрках на тысяче метрах и стал бронзовым призёром в одиночках на тысяче метрах. Кроме того, в этом сезоне в километровой гонке четырёхместных экипажей выиграл серебряную медаль на чемпионате мира в немецком Дуйсбурге. Год спустя в той же дисциплине был лучшим на европейском первенстве в Бранденбурге, а на первенстве мира в Москве дважды поднимался на верхнюю ступень пьедестала почёта: был лучшим на километре в одиночках и четвёрках. Ещё через год на чемпионате Европы в Рачице на тысяче метрах получил золото среди четвёрок, тогда как на чемпионате мира в Милане стал серебряным призёром в километровой дисциплине одиночек и бронзовым призёром в километровой дисциплине четырёхместных экипажей.
На летних Олимпийских играх 2016 года в Рио-де-Жанейро Достал и его партнеры Даниэль Гавел, Ян Штерба и Лукаш Трефил повторили свое достижение 4-х летней давности, снова став бронзовыми призёрами Олимпийских игр.
После Олимпиады в Рио Достал заявил об уходе из четверки, решив сосредоточиться на индивидуальных дистанциях. Ему удалось стать двукратный чемпионом Европы (2017 и 2018) и чемпионом мира (2018) на дистанции 500 метров. В 2018 году Достал объявил о возобновлении выступлений в составе байдарки-четверки, где его заменяли Якуб Шпицар и Радек Шлоуф. На чемпионате мира 2019 года в венгерском Сегеде Достал выступил успешно, завоевав олимпийские путёвки в двух видах: байдарке-одиночке и байдарке-двойке с Радеком Шлоуфом.

## Личная жизнь
Родителями Достала являются известные в Чехии люди: мать — певица Ева Эмингерова-Досталова, отец — гребец и скульптор Томаш Босамбо, который проектировал дизайн его новой квартиры. Йозеф Достал встречался с пляжной волейболисткой Дианой Золнерчиковой и горнолыжницей Катержиной Паулатговой. В 2024 году обручился с выступающей в гребном слаломе Анежкой Палоудовой.